# Списак градова на Мајоту
Ово је списак градова на острву Мајот по броју становника.

## Списак градова
Списак градова по азбучном реду:
- Акуа
- Бандрабоа
- Бандреле
- Буени
- Дембени
- Кани-Кели
- Кунгу
- Лонгони
- Мамудзу
- Мтсамборо
- Мтсангамуји
- Памандзи
- Сада
- Тсингони
- Уангани
- Џауџи
- Шикони
- Широнгу